# Leucocintractia leucoderma
Leucocintractia leucoderma är en svampart som först beskrevs av Miles Joseph Berkeley, och fick sitt nu gällande namn av M. Piepenbr. 2000. Leucocintractia leucoderma ingår i släktet Leucocintractia och familjen Anthracoideaceae.   Inga underarter finns listade i Catalogue of Life.